# John Turberville Needham
John Turberville Needham (10 de setembre de 1713 - 30 de desembre de 1781), fou un biòleg anglès. Va ser ordenat sacerdot catòlic el 1738. Des de 1746 a 1749 estudià a Londres i París.
Començà a exposar la "filosofia natural" en un seminari a l'escola i, posteriorment, en un article publicat; aquest article, tot i que la temàtica era principalment de l'àmbit de la geologia, també descrivia la mecànica del pol·len i amb la seva difusió aconseguí reconeixement dins la comunitat de botànics.
El 1745 John Needham bullir caldo per poder així destruir els organismes preexistents i els col·locà en un recipient mal segellat, ja que segons la seva teoria es necessitava aire perquè això es pogués produir de manera adequada. Al cap d'un temps va observar colònies de microorganismes a la superfície i va concloure que es generaven espontàniament a partir de la matèria no viva; ho va publicar a l'article An Account of Some New Microscopical Discoveries.
El 1748 va publicar Observations upon the Generation, Composition, and Decomposition of Animal and Vegetable Substances, treball en el qual pretenia demostrar la teoria de la generació espontània de la vida a partir de la matèria inorgànica.
El 1769, Lazzaro Spallanzani va repetir l'experiment però tapant els recipients de manera correcta, evitant que apareguessin les colònies, la qual cosa contradeia la teoria de la generació espontània. Però Needham argumentà que l'aire era essencial per a la vida, inclosa la de la generació espontània de microorganismes i aquest aire havia estat exclòs en els experiments de Spallanzani. En concret, va arribar a afirmar que Spallanzani destruïa el que ell anomenava la "força vegetativa". Tanmateix, Spallanzani va tornar a obrir els recipients on suposadament s'havia destruït aquesta "força vegetativa" i observar i demostrà que tornaven a aparèixer els organismes.
El 1768 va ser elegit membre de la Royal Society de Londres, i fou el primer sacerdot catòlic en ser-ho.